# Tribonyx mortierii
Tribonyx mortierii е вид птица от семейство Rallidae. Видът е незастрашен от изчезване.

## Разпространение
Разпространен е в Австралия.